# 郝良臣
郝良臣（1502年—？），字廷藎，山西潞安府襄垣縣人，軍籍，明朝政治人物。

## 生平
嘉靖四年（1525年）乙酉科山西鄉試第五十六名舉人。嘉靖二十年（1541年）中式辛丑科會試第一百四十二名，登第三甲第四十五名進士。授长垣县知县，升吏部验封司主事，升文选司郎中，三十一年正月擢太仆寺少卿，三十二年十二月升太常寺少卿、提督四夷馆，三十三年十二月升南京太僕寺卿，改光禄寺卿，嘉靖三十六年（1557年）二月以考察调外任。歷官山東按察使，三十七年十一月升江西右布政使，三十八年正月以拾遺闲住。

## 家族
曾祖郝𨋄〔車冘〕；祖父郝文益；父郝珎，母傅氏；繼母許氏。永感下。